# Campeonato Mundial de Triatlo de 2007
O Campeonato Mundial de Triatlo de 2007 foi a 19º edição do evento máximo do triatlo, aconteceu em Hamburgo, Alemanha no dia 2 e 3 de setembro, organizado pela International Triathlon Union (ITU). 

## Resultados
| Event            | Ouro                    | Prata                | Bronze                |
| ---------------- | ----------------------- | -------------------- | --------------------- |
| Masculino Elite  | Daniel Unger (GER)      | Javier Gómez (ESP)   | Brad Kahlefeldt (AUS) |
| Feminino Elite   | Vanessa Fernandes (POR) | Emma Snowsill (AUS)  | Laura Bennett (USA)   |
| Masculino Sub-23 | Gregor Buchholz (GER)   | Brendan Sexton (AUS) | Ivan Vasiliev (RUS)   |
| Feminino Sub-23  | Lisa Nordén (SWE)       | Jasmine Oeinck (USA) | Renata Koch (HUN)     |